# Breakfast Club
Pour plus de détails, voir Fiche technique et Distribution.
Breakfast Club (The Breakfast Club) est un film américain de John Hughes sorti en 1985.
L'histoire, concentrée en une journée, se focalise sur la rencontre et les interactions de cinq lycéens envoyés en retenue pour des raisons variées. Ennemis ou indifférents les uns aux autres au début de la journée, ils interagissent et apprennent à se connaître, finissant par tisser des liens d'amitié.
Breakfast Club est considéré comme un film culte de la comédie dramatique américaine des années 1980. Les acteurs jouent dans plusieurs autres films de John Hughes.

## Synopsis
Le film suit cinq élèves du lycée Shermer alors qu'ils sont en retenue ensemble pour toute la journée du samedi 24 mars 1984. Ils se connaissent de vue mais viennent de cinq bandes et milieux sociaux très différents. Le proviseur du lycée, monsieur Vernon, leur donne un devoir : chacun d'entre eux doit écrire une dissertation de mille mots sur le sujet « Qui pensez-vous être ? » et expliquer pourquoi il/elle est en retenue.
Le délinquant, Bender, est immédiatement désagréable avec les autres et les provoque à plusieurs reprises. Il fait semblant d'uriner sur le sol, suggère qu'Andrew, l'athlète, et lui-même séquestrent et violent la fille à papa, Claire, met en doute la virilité et l'athlétisme d'Andrew et casse la porte de la bibliothèque pour qu'elle ne puisse pas rester ouverte, empêchant Vernon de surveiller les adolescents depuis son bureau. Pendant la pause de midi, il se moque de la vie de famille de Brian, le surdoué, puis raconte sa relation avec son père, qui le maltraite verbalement et physiquement. Hors de lui, il se ferme à nouveau et s’assoit seul, refusant d'adresser à nouveau la parole au groupe. Il les rejoint plus tard dans le film.
Alors que Vernon, le proviseur, fouille les dossiers personnels des professeurs, il est interrompu par le concierge, Carl, qui exige de l'argent en échange de son silence. Ils discutent ensuite tous les deux. Vernon affirme avoir peur de l'avenir et du fait que les lycéens actuellement en retenue finiront par gouverner les États-Unis. Il ajoute que, depuis qu'il a commencé à enseigner, les enfants ont changé, devenant plus arrogants, agressifs et irrespectueux. Carl lui répond que c'est sa propre attitude qui a évolué avec le temps et que les enfants n'ont pas changé depuis la génération précédente.
Le groupe de lycéens parvient à s'enfuir de la bibliothèque, allant au casier de Bender où ce dernier récupère une petite réserve de cannabis. En revenant, ils croisent Vernon et parviennent à se cacher. Bender se sacrifie, cachant sa drogue dans le caleçon de Brian puis partant chanter dans un couloir pour attirer le proviseur. Vernon, ayant attrapé Bender, l'enferme dans un débarras. Il le provoque et lui propose de lui donner un coup, promettant de ne pas se défendre. Bender a peur de la proposition et refuse, tandis qu'il apparaît que Vernon voulait affirmer à tous, ensuite, que l'élève l'avait agressé, la parole d'un proviseur de lycée valant plus que celle d'un adolescent délinquant. Lorsqu'il part, Bender parvient à se glisser dans le faux plafond et à retourner ainsi dans la bibliothèque.
Là, fumant du cannabis et discutant, les lycéens se racontent leurs secrets. Allison, la "détraquée", est une menteuse compulsive. Claire et Brian ont honte d'être vierges, Andrew a eu des problèmes à l'école à cause de son père trop exigeant. Ils découvrent qu'ils ont tous une relation difficile avec leurs parents et qu'ils ont peur de reproduire les erreurs de leurs aînés en grandissant. Ils se disent aussi que, après la retenue, chacun retournera à son groupe habituel d'amis et qu'ils ne s'adresseront probablement plus jamais la parole. Ils avouent aussi la raison de leur retenue. Claire a séché les cours pour sortir avec des amies. Elle raconte que ses parents ont un mariage difficile et qu'ils utilisent Claire pour se faire souffrir mutuellement. Brian raconte avoir voulu se suicider après une mauvaise note : il a amené un pistolet de détresse qu'il a caché dans son casier, mais un coup est parti tout seul dans le casier, provoquant un petit incendie. Andrew, voulant impressionner son père tyrannique, a agressé un autre lycéen dans le vestiaire du gymnase, le frappant et lui collant les fesses avec du ruban adhésif : les blessures ne sont pas graves, mais très humiliantes pour la victime. Enfin, Allison ne fournit pas de détails sur sa faute, disant simplement qu'elle n'a rien de mieux à faire le samedi.
Avec ces secrets, les comportements de chacun des adolescents évoluent, le changement le plus flagrant étant celui de Bender qui devient plus sympathique et moins agressif. Claire maquille différemment Allison, qui plaît alors à Andrew. Vers la fin de la retenue, Bender retourne dans le débarras et Claire l'accompagne : ils s'embrassent et elle lui offre une de ses boucles d'oreille. Elle demande également à Brian, qui s'exprime très bien à l'écrit, de rédiger la dissertation demandée par le proviseur.

Le film se clôt sur la lecture, en voix seule, de la réponse laissée par Brian à M Vernon :

« M. Vernon, nous acceptons d'avoir sacrifié tout un samedi en retenue puisque vous pensez que nous avons fait quelque chose de mal. Mais nous trouvons absurde le sujet de dissertation que vous nous avez donné : "Qui pensez-vous être ?". Vous nous voyez comme vous voulez bien nous voir. Nous, nous avons trouvé une définition très simple : chacun de nous est à la fois un surdoué, un athlète, une détraquée, une fille à papa et un délinquant. Ça vous va ?
Signé : Breakfast Club. »

## Personnages
Les cinq personnages principaux (les adolescents en retenue), correspondent chacun à un stéréotype précis :
- John Bender, le « délinquant » (« criminal »). Portant un grand manteau et des bottes noires, il est le seul à ne pas être accompagné au lycée par ses parents et à ne montrer aucun attachement à son établissement. Très agressif, il s'attire les foudres des autres adolescents et de leur superviseur, monsieur Vernon : c'est lui qui démarre les disputes, fait fermer la porte de la pièce pour les soustraire au regard du principal et fournit du cannabis à ses camarades. Au cours du film, il se calme cependant, se rapprochant des autres et montrant sa vulnérabilité. Il parle de son père qui le bat et l'insulte. À la fin du film, il entame une relation amoureuse avec Claire, la fille à papa[1].
- Claire Standish, la « fille à papa » (« princess » dans la version originale), vient d'une famille très riche mais dont les parents entretiennent une relation conflictuelle. Son père lui a offert des boucles d'oreilles en diamant, il conduit une BMW neuve et elle mange des sushis, un plat de luxe, pendant sa pause de midi[1]. Son père lui dit dès le début du film qu'elle n'a rien à se reprocher, alors qu'elle a séché les cours pour aller faire les magasins avec ses amies. Très connue au lycée, elle est généralement vue comme arrogante et ses premiers gestes confirment son image[2].
- Brian Johnson, le « surdoué » (« brain »). Il a toujours des très bonnes notes en cours mais n'est absolument pas apprécié du reste de sa promotion. John Bender lui prend son repas au début de la retenue. Alors que les adolescents parlent de la raison pour laquelle ils ont été sanctionnés, il explique avoir apporté un pistolet de détresse au lycée pour se suicider. Subissant une énorme pression de la part de ses parents, il perd son envie de vivre après avoir reçu une mauvaise note dans un cours de travaux manuels[3].
- Andrew Clark, l'« athlète ». Lutteur au sein de l'équipe du lycée de Shermer, il est complètement écrasé par la personnalité de son père qui lui reproche de s'être fait pincer en retenue. Il semble doté d'un bon sens moral puisqu'il prend la défense de Claire face aux agressions constantes de Bender. Au cours du film, il se livre peu à peu et confesse s'en être pris à un camarade de l'équipe de lutte afin de pouvoir impressionner son père.
- Allison Reynolds, la « détraquée »  (« basketcase »). Relativement discrète, elle semble être atteinte de TOCs et les autres lycéens semblent avoir peur de la regarder. Elle révèle toutefois un sens artistique très développé au travers de ses dessins. Tout comme Brian, elle semble souffrir de la relation qu'entretiennent ses parents ce qui la pousse peut-être à mentir sur beaucoup de points. C'est la seule à ne pas avoir de motif précis de sa retenue. D'abord négligée au niveau physique et vestimentaire, elle change radicalement grâce à l'intervention de Claire et cela ne laissera pas insensible Andrew.

On compte également deux personnages récurrents : 
- Richard Vernon, un professeur du lycée aigri qui trouve que « les élèves ont changé » ;
- Carl, le concierge. Bien qu'il ait peu de répliques, son histoire est détaillée en dehors du film par l'acteur qui le dépeint. D'après Kapelos, Carl a le cœur brisé par sa petite amie en troisième année d'université, alors qu'il est boursier grâce à son excellent niveau de football américain. Il arrête sa formation et elle s'éloigne de lui jusqu'à ce que son père se mette à le haïr et annule sa promesse d'embauche. Il est alors embauché par son ancien lycée comme concierge[4].

## Fiche technique
Sauf indication contraire, les informations mentionnées dans cette section peuvent être confirmées par la base de données cinématographiques IMDb,  présente dans la section « Liens externes ».
- Titre original : The Breakfast Club
- Titre français et québécois : Breakfast Club
- Réalisation et scénario : John Hughes
- Décors : John W. Corso
- Costumes : Marilyn Vance
- Photographie : Thomas Del Ruth (en)
- Montage : Dede Allen
- Musique : Keith Forsey
- Production : John Hughes et Ned Tanen (en)
  - Production déléguée : Gil Friesen et Andrew Meyer
  - Coproduction : Michelle Manning
- Sociétés de production : A&M Films et Channel Productions
- Sociétés de distribution : Universal Pictures
- Budget : 1 000 000 $[5]
- Pays :  États-Unis
- Langue originale : anglais
- Format : couleur (Technicolor) — 35 mm — 1,85:1 — son monophonique
- Genre : comédie dramatique
- Durée : 97 minutes
- Dates de sortie[6] : 
  - États-Unis : 7 février 1985 (avant-première à Los Angeles) ; 15 février 1985 (sortie nationale)
  - France : 11 septembre 1985

## Distribution
- Judd Nelson (VF : Dominique Collignon-Maurin) : John Bender, « le délinquant »
- Molly Ringwald (VF : Séverine Morisot) : Claire Standish, « la fille à papa »
- Emilio Estevez (VF : William Coryn) : Andrew « Andy » Clark, « l'athlète »
- Anthony Michael Hall (VF : Éric Legrand) : Brian Ralph Johnson, « le surdoué »
- Ally Sheedy (VF : Isabelle Ganz) : Allison Reynolds, « la détraquée »
- Paul Gleason (VF : Bernard Tiphaine) : Richard « Dick » Vernon, le principal
- John Kapelos (VF : Jean-Paul Tribout) : Carl Reed, le concierge
- Ron Dean (en) (VF : Jean-Claude Balard) : M. Clark
- Tim Gamble (VF : Mario Santini) : M. Standish
- John Hughes : M. Johnson (non crédité, caméo)
- Mercedes Hall (VF : Perette Pradier) : Mme Johnson
- Mary Christian : la sœur de Brian
- Perry Crawford : M. Reynolds
- Fran Gargano : Mme Reynolds

 Source et légende : version française (VF) sur RS Doublage et AlloDoublage

## Production

### Genèse et développement
John Hughes écrit le scénario du film en seulement deux jours, en juillet 1982. Lors de ses recherches pour le casting, il trouve la photo de Molly Ringwald et décide d'écrire un film dont elle sera l'unique protagoniste : il s'agit de Seize Bougies pour Sam, qui est rapidement accepté par un studio car il s'éloigne peu des formules classiques de l'époque. Il commence immédiatement à travailler sur le scénario d'un autre film, Pretty in Pink, dont Ringwald sera à nouveau l'actrice principale : ce film est tourné après Breakfast Club. Molly Ringwald commente en 2018 qu'à l'époque, il s'agit des premiers films s'abîmant dans la vie quotidienne d'une lycéenne : le point de vue féminin est très peu représenté, celui du lycée dans sa monotonie quotidienne encore moins.
La production du film commence en mars 1984, avec un petit budget de seulement un million de dollars. Seize Bougies pour Sam doit sortir au cinéma deux mois plus tard, Hughes est donc encore parfaitement inconnu dans le milieu du cinéma.
Comme dans beaucoup de ses films, John Hughes place le récit dans la ville fictive de Shermer, en Illinois, une banlieue de Chicago très similaire à Northbrook où il a grandi.

### Distribution des rôles
Molly Ringwald et Anthony Michael Hall incarnent respectivement Claire et Brian. Ils étaient déjà présents dans le précédent long métrage de John Hughes, Seize Bougies pour Sam (1984). Molly Ringwald devait initialement incarner Allison, mais elle préféra le rôle de Claire. Par ailleurs, Jodie Foster et Brooke Shields ont été envisagés pour les rôles de Claire et Allison. Laura Dern ou encore Robin Wright ont également auditionné.
Au départ, plusieurs acteurs ont été pressentis pour jouer le rôle de John Bender « le délinquant », notamment Nicolas Cage, John Cusack, Jim Carrey et même Emilio Estevez, qui incarne finalement « l'athlète » Andrew Clark. Pour le rôle d'Andrew, John Hughes avait par ailleurs imaginé Michael J. Fox, Jim Carrey, Tom Cruise, Matthew Broderick ou encore Rob Lowe.
Rick Moranis avait initialement été choisi pour le rôle du concierge Carl Reed. L'acteur voulait retravailler le personnage en lui donnant notamment un accent russe et en jouant avec ses clés avec une connotation sexuelle. Malgré l'accord de John Hughes, cela déplaît au producteur Ned Tanen. John Kapelos est finalement choisi pour le remplacer.
Mercedes Hall et Mary Christian, qui interprètent respectivement la mère et la sœur de Brian, ont les mêmes liens de parenté avec l'interprète de Brian, Anthony Michael Hall.

### Tournage
Le tournage a lieu principalement dans la Maine North High School (en) à Des Plaines dans l'Illinois.
Pendant le tournage, Judd Nelson frôle le renvoi pour deux raisons. La plus connue est son harcèlement constant de Molly Ringwald, qu'il explique par sa volonté de travailler son personnage en dehors des scènes de tournage. La seconde est qu'il bouge trop malgré les instructions des metteurs en scène, ce qui le fait souvent sortir du cadre. Il est finalement pris à partie par les quatre autres acteurs principaux du film et se modère assez pour pouvoir terminer le tournage.
Lors de la scène où Allison fait tomber ses pellicules comme de la neige sur son dessin, ce sont des flocons de pomme de terre qui sont utilisés.
Dans la scène où Carl et Vernon se disputent, Kapelos reçoit l'instruction de couper Gleason et de lui demander de lui prêter cinquante dollars au lieu de dire ses répliques. Kapelos, irrité par la demande impromptue, se met en colère, et la scène est insérée au montage pour que cette colère non feinte suive la réplique de Carl.

### Scènes coupées
Dans une scène, des mères de famille sont en pleine séance d'aérobic très intense, mais la scène est finalement coupée parce que trop sexualisante. Dans une autre scène, une enseignante nage seins nus dans la piscine du lycée tandis que le proviseur, Richard Vernon, l'épie. La première version du scénario n'inclut pas cette scène, et Molly Ringwald exige sa suppression lorsqu'elle découvre une version du scénario qui la contient : Hughes obtempère.

## Accueil

### Sortie
Sorti le 15 février 1985 aux États-Unis, Breakfast Club occupe la troisième place du box-office lors de son premier weekend à l'affiche avec 5 107 599 $, derrière Le Flic de Beverly Hills et Witness, sorti le même jour que Breakfast Club. Le long-métrage occupe la troisième place la semaine suivante en ayant engrangé 11 216 490 $ depuis sa sortie. Il reprend la troisième place du box-office en quatrième semaine après avoir brièvement chuté en quatrième position la semaine précédente. Le film est largement rentabilisé puisque avec près de 46 000 000 $ de recettes en fin d'exploitation, alors que le film a été tourné avec un budget de 1 000 000 $.
| Week-end | Week-end                         | Rang | Recettes    | Cumul        | Nombre de salles | no 1 du box-office hebdo.                      |
| -------- | -------------------------------- | ---- | ----------- | ------------ | ---------------- | ---------------------------------------------- |
| 1        | du 15 février au 18 février 1985 | 3    | 5 107 599 $ | 5 107 599 $  | 1 071            | Le Flic de Beverly Hills                       |
| 2        | du 22 février au 24 février 1985 | 3    | 4 263 383 $ | 10 176 115 $ | 1 118            | Le Flic de Beverly Hills                       |
| 3        | du 1er mars au 3 mars 1985       | 4    | 3 622 950 $ | 14 839 440 $ | 1 074            | Le Flic de Beverly Hills                       |
| 4        | du 8 mars au 10 mars 1985        | 3    | 3 298 436 $ | 19 149 143 $ | 1 006            | Witness                                        |
| 5        | du 15 mars au 17 mars 1985       | 3    | 3 318 400 $ | 23 587 186 $ | 1 037            | Le Flic de Beverly Hills                       |
| 6        | du 22 mars au 24 mars 1985       | 8    | 2 412 857 $ | 27 057 980 $ | 904              | Vendredi 13, chapitre V : Une nouvelle terreur |
| 7        | du 29 mars au 31 mars 1985       | 13   | 1 528 300 $ | 29 302 418 $ | 580              | Police Academy 2                               |
| 8        | du 5 avril au 7 avril 1985       | 12   | 1 675 040 $ | 31 655 496 $ | 722              | Police Academy 2                               |
| 9        | du 12 avril au 14 avril 1985     | 12   | 1 675 040 $ | 31 655 496 $ | 631              | Police Academy 2                               |
| 10       | du 5 avril au 7 avril 1985       | 13   | 1 012 648 $ | 34 881 362 $ | 559              | Police Academy 2                               |

En France, le film ne prend que la septième place du box-office parisien avec 19 039 entrées en première semaine d'exploitation, la seule dans le top 15 hebdomadaire. En fin d'exploitation, il termine son exploitation parisienne avec plus de 50 000 entrées. Sur l'ensemble du territoire français, le film démarre à la onzième place avec 33 118 entrées, avant de chuter la semaine suivante avec plus de 19 000 entrées, portant le total à 52 280 entrées.
| Semaine | Semaine                                   | Rang | Entrées | Cumul  | no 1 du box-office hebdo. |
| ------- | ----------------------------------------- | ---- | ------- | ------ | ------------------------- |
| 1       | du 11 septembre 1985 au 17 septembre 1985 | 11   | 33 118  | 33 118 | Dangereusement vôtre      |
| 2       | du 18 septembre 1985 au 24 septembre 1985 | 25   | 19 162  | 52 280 | Dangereusement vôtre      |

Malgré une carrière discrète dans les salles françaises, Breakfast Club reste à l'affiche presque cinq mois, notamment au George V, sur les Champs-Élysées, à Paris. Entre 2017 et 2023, le film totalise 34 989 entrées avec les reprises en salles.

### Critique
Le film reçoit des critiques globalement positives. Sur l'agrégateur américain Rotten Tomatoes, il récolte 88% d'opinions favorables pour 60 critiques et une note moyenne de 7,7⁄10. Sur Metacritic, il obtient une note moyenne de 62⁄100 pour 11 critiques.
Lycéen, John Singleton critique le film pour la gazette de son école. Plus tard, il dit que, malgré ses personnages très stéréotypés, il a trouvé le film sincère et n'a pas eu de mal à s'identifier aux héros, parce qu'au-delà d'être blancs, ce sont des adolescents qui tentent de devenir adultes. Il dit aussi que le film est l'une des influences majeures qui ont nourri son propre travail.

## Distinctions
En 2016, le film entre au National Film Registry de la Bibliothèque du Congrès.

### Récompenses
MTV Movie & TV Awards 2005 : prix spécial du Silver Bucket of Excellence pour Anthony Michael Hall, Molly Ringwald et Ally Sheedy

## Analyse

### Film «culte»
Breakfast Club est considéré a posteriori comme la quintessence du film d’adolescents, mais également comme une satire des maux de la société américaine des années 1980 : glorification de la réussite et rejet de la différence. John Hughes réalise une comédie accessible à tous selon les règles du teen movie mais en les transformant au service d’un propos plus sérieux.
Sur le mode du huis clos et des règles du théâtre classique (unité de lieu, de temps et d’action), Breakfast Club façonne son récit de manière surprenante, voire atypique, et la comédie d'abord suggérée à travers ses personnages prédéfinis dans sa première partie (le bad boy, l'intello, la fille populaire…) laisse place à un drame adolescent qui outrepasse ces éléments de surface pour en déceler le sens et les contingences, qu'il s'agisse des styles vestimentaires, des comportements ou des statuts sociaux.
John Hughes évoque dans Breakfast Club des thèmes qui étaient généralement absents des teen movies. Il s’agit du premier film hollywoodien destiné aux adolescents à évoquer de manière non déguisée leur sexualité. La célèbre réplique d’Allison à propos de la perte de la virginité reflète le puritanisme américain : « C'est à double tranchant. Soit tu l'as fait et tu es une traînée. Soit tu ne l'as pas fait et tu es coincée. On ne peut pas s'en sortir. Tu voudrais, mais tu ne peux pas. Et quand tu l'as fait, tu aurais préféré le contraire. »

### Privilège social
L'histoire suit cinq jeunes gens blancs issus des classes moyennes se plaignant de la pression sociale et de leurs parents : elle a été critiquée par certaines personnes comme étant un exemple de privilège de cette démographie et cela même si le personnage de Bender est vraisemblablement issus d'un milieu social défavorisé et violent. À l’époque du film, plus de 80 % de la population de l’Illinois, où le film est tourné, est blanche.
Alors que de nombreuses personnes issues de minorités donnent un rôle important au film dans leur vie, le film ne présente que des personnes blanches et hétérosexuelles, ce que Molly Ringwald fait remarquer en 2018. Une personne noire et homosexuelle explique avoir pu se retrouver dans le film parce que « en tant que gamin à Cincinnati dans les années 1980, le film montrait qu'il y avait d'autres personnes comme moi qui avaient du mal à définir leur identité, qui se sentaient déplacées dans la construction sociale d'un lycée, et qui devaient gérer les défis des idéaux et de la pression familiale ».
Hughes lui-même parle de ce choix de classe sociale dans une interview pour Seventeen. Il y dit qu'il préfère écrire sur ce qu'il connaît et qu'il serait très mal à l'aise s'il devait écrire sur quelque chose qui ne fait pas partie de son univers.

### Harcèlement sexuel
Dans le film, le personnage de Bender harcèle sexuellement Claire. Il la sexualise énormément, et quand elle le rejette, il la méprise ouvertement, la qualifiant de pathétique et de petite princesse. Claire fait de son mieux pour l'ignorer. À la fin du film, Claire et Bender s'embrassent. En 2018, Molly Ringwald affirme que cet arc du scénario est particulièrement problématique et gâche au moins partiellement le film. Elle ajoute cependant qu'à l'époque du tournage, il n'est pas vraiment choquant.

## Éditions en vidéo
Pour les trente ans du film, en 2015, il ressort au cinéma aux États-Unis et est réédité en DVD et en Blu-Ray.

## Postérité

### Tournant duteen movie
Les films populaires du genre teen movies (films pour adolescents) à l'époque étaient beaucoup plus sensationnalistes et incluaient de nombreuses scènes à caractère sexuel. Dans Seize Bougies pour Sam, Hughes s'éloigne déjà de ce schéma pour proposer une comédie romantique avec peu d'action mais des personnages très travaillés ; l'histoire reste dynamique et se veut drôle. The Breakfast Club va plus loin dans ce changement, proposant cette fois un film très statique, où les émotions ont beaucoup plus de place que les actions.
Dans les années suivantes, la tendance générale suit celle de The Breakfast Club, avec la sortie de Rose bonbon, Stand by Me, Et si on le gardait ? ou encore Le Cercle des poètes disparus.

### Suites
Il a été un temps envisagé de donner une suite au film qui se situerait environ 10 ans après pour montrer ce que sont devenus les cinq personnages principaux, mais les relations sont tendues entre le réalisateur et Judd Nelson, et Molly Ringwald préfère s'orienter après cela vers des films plus adultes.